# 阿切拉
阿切拉（義大利語：Acerra）是意大利坎帕尼亚大区那不勒斯廣域市的一个市镇，面积54.08平方公里，人口53,134人（2007年）。